# Annales de l'Institut Henri Poincaré (C) Analyse Non Linéaire
Annales de l'Institut Henri Poincaré (C) Analyse Non Linéaire is een internationaal, aan collegiale toetsing onderworpen wetenschappelijk tijdschrift op het gebied van de toegepaste wiskunde.
De naam wordt in literatuurverwijzingen meestal afgekort tot Ann. I. H. Poincare-AN.
Het wordt uitgegeven door EMS Press en verschijnt 6 keer per jaar.
Het tijdschrift is onderdeel van een serie van 3; de zustertijdschriften zijn
- Annales Henri Poincaré (A) en
- Annales de l'Institut Henri Poincaré (B).